# Галам
Галам — река в Тугуро-Чумиканском районе Хабаровского края, правый приток Уды. Длина — 134 км, площадь водосборного бассейна — 3420 км².

## География
Река стекает со склонов Селемджинского хребта на юге Тугуро-Чумиканского района, почти на границе с Селемджинским районом Амурской области, на высоте более 672 м над уровнем моря. Преимущественно течёт на север и северо-запад, сначала по межгорной долине, затем выходит на равнину, частично залесённую, местами покрытую кустарником и болотной растительностью. Перед устьем разделяется на множество проток. Впадает в Уду на абсолютной высоте менее 99 м над уровнем моря, ниже впадения Гербикана. Ширина основной протоки перед впадением составляет 107 м при глубине 1 м. Скорость течения в низовьях — 1.6 м/с. 

## Основные притоки
Указаны поименованные притоки длиной 30 км и более
| Название | Расстояние от устья | Длина | Положение |
| -------- | ------------------- | ----- | --------- |
| Лагап    | 38                  | 63    | правый    |
| Джялми   | 67                  | 32    | правый    |
| Тонум    | 95                  | 71    | правый    |

## Данные водного реестра
По данным государственного водного реестра России и геоинформационной системы водохозяйственного районирования территории РФ, подготовленной Федеральным агентством водных ресурсов:
- Бассейновый округ — Амурский
- Речной бассейн — Уда
- Речной подбассейн — нет
- Водохозяйственный участок — Уда
- Код объекта в государственном водном реестре — 20020000112119000162215[4]